# John Brown Russwurm
John Brown Russwurm (Port Antonio, 1º ottobre 1799 – Capo Palmas, 17 giugno 1851) è stato un giornalista e editore giamaicano nonché attivo abolizionista contro la schiavitù. Era molto famoso per il suo quotidiano, il Freedom's Journal. Si allontanò dagli Stati Uniti per governare la parte che si riferiva al Maryland di una colonia afroamericana in Liberia, dove morì nel 1851. Nel 2002, lo studioso Molefi Kete Asante ha inserito Russwurm nella lista dei 100 afroamericani più importanti.

## Biografia

### Primi anni
Russwurm nacque a Port Antonio, in Giamaica da un mercante bianco e da una schiava nera il cui nome è rimasto ignoto. La famiglia rimase in Giamaica fino al 1807, quando Russwurm venne mandato in Québec per frequentare la scuola. Nel 1812 padre e figlio si trasferirono a Portland, nel Maine, dove il padre sposò nel 1813 Susan Blanchard. La Blanchard insistette perché al piccolo John Brown, com'era conosciuto, venisse dato il patronimico completo. Il padre accettò, così il bambino prese il nome di John Brown Russwurm e visse con il padre, la matrigna e gli altri figli del matrimonio precedente di lei, pienamente accettato come parte integrante della famiglia. Il padre morì nel 1815 ma Russwurm rimase con la matrigna anche dopo il suo nuovo matrimonio, in conseguenza del quale ella prese il nome di Susan Hawes.

### Istruzione
Russwurm frequentò la Hebron Academy nel Maine, concentrandosi molto sugli studi e guadagnandosi il soprannome di Honest John. Diplomatosi poco dopo i vent'anni, insegnò in una scuola afroamericana di Boston. Alcuni anni dopo, tornò nel Maine per vivere con la matrigna ed il suo nuovo marito, che lo aiutarono a pagarsi gli studi quando si iscrisse al Bowdoin College nel 1824. Il giorno della laurea, nel 1826, Russwurm divenne il primo afroamericano a laurearsi al Bowdoin College ed il terzo in tutta l'America.

### Carriera
Nel 1827 Russwurm si trasferì a New York. Il 16 marzo di quello stesso anno, lui ed il suo coeditore, Samuel Cornish pubblicarono la prima edizione del Freedom's Journal, quotidiano abolizionista che si batteva contro la schiavitù. Freedom's Journal fu il primo giornale americano ad essere posseduto, gestito, pubblicato, diretto da afroamericani. Prima di diventare direttore nel settembre del 1827, Russwurm usò la sua posizione per cambiare l'iniziale opinione negativa del giornale sulla colonizzazione in Africa da parte degli afroamericani, spingendolo a sostenere l'iniziativa. Questo punto di vista lo costrinse a dimettersi nel marzo del 1829. Subito dopo, emigrò in Liberia.
In Liberia, Russwurm iniziò a lavorare come segretario coloniale per la American Colonization Society tra il 1830 e il 1834. Intanto era anche direttore del Liberia Herald, ma si dimise nel 1835 per protestare contro la politica coloniale americana. In Liberia fu anche sovrintendente all'educazione nella capitale, Monrovia.

### Vita privata
Nel 1833 sposò Sarah McGill, figlia del governatore di Monrovia, dalla quale ebbe quattro figli, tre maschi e una femmina. Nel 1836 divenne il primo governatore nero della colonia, incarico che ricoprì fino alla morte, incoraggiando l'emigrazione di afroamericani in Maryland e supportando agricoltura e commercio. Nel 1850, poco prima della sua morte, Russwurm tornò nel Maine per una visita, portando con sé due figli. Studiarono alla North Yarmouth Academy tra il 1850 e il 1852 mentre stavano dalla nonna, Susan Hawes.
Durante la permanenza in Liberia, Russwurm imparò alcuni degli idiomi locali, incoraggiando relazioni commerciali e diplomatiche con i paesi confinanti. Nel luogo della sua sepoltura, a Harper, Capo Palmas è stata eretta una statua in sua memoria.